# Saint-Georges-de-Commiers
Saint-Georges-de-Commiers és un municipi francès situat al departament de la Isèra i a la regió d'Alvèrnia-Roine-Alps. L'any 2007 tenia 2.013 habitants.

## Demografia

### Població
El 2007 la població de fet de Saint-Georges-de-Commiers era de 2.013 persones. Hi havia 724 famílies de les quals 106 eren unipersonals (55 homes vivint sols i 51 dones vivint soles), 227 parelles sense fills, 340 parelles amb fills i 51 famílies monoparentals amb fills.
La població ha evolucionat segons el següent gràfic:
Habitants censats

### Habitatges
El 2007 hi havia 806 habitatges, 742 eren l'habitatge principal de la família, 20 eren segones residències i 45 estaven desocupats. 702 eren cases i 101 eren apartaments. Dels 742 habitatges principals, 614 estaven ocupats pels seus propietaris, 104 estaven llogats i ocupats pels llogaters i 24 estaven cedits a títol gratuït; 5 tenien una cambra, 32 en tenien dues, 74 en tenien tres, 213 en tenien quatre i 417 en tenien cinc o més. 617 habitatges disposaven pel capbaix d'una plaça de pàrquing. A 244 habitatges hi havia un automòbil i a 478 n'hi havia dos o més.

### Piràmide de població
La piràmide de població per edats i sexe el 2009 era:
| Homes | Edats   | Dones |
| ----- | ------- | ----- |
| 0     | 95 o +  | 4     |
| 0     | 90 a 94 | 0     |
| 4     | 85 a 89 | 4     |
| 12    | 80 a 84 | 4     |
| 20    | 75 a 79 | 20    |
| 8     | 70 a 74 | 28    |
| 40    | 65 a 69 | 36    |
| 36    | 60 a 64 | 36    |
| 48    | 55 a 59 | 48    |
| 72    | 50 a 54 | 64    |
| 104   | 45 a 49 | 84    |
| 84    | 40 a 44 | 112   |
| 96    | 35 a 39 | 116   |
| 60    | 30 a 34 | 36    |
| 28    | 25 a 29 | 48    |
| 40    | 20 a 24 | 72    |
| 53    | 15 a 19 | 60    |
| 84    | 10 a 14 | 104   |
| 80    | 5 a 9   | 68    |
| 60    | 0 a 4   | 36    |

## Economia
El 2007 la població en edat de treballar era de 1.392 persones, 1.022 eren actives i 370 eren inactives. De les 1.022 persones actives 959 estaven ocupades (521 homes i 438 dones) i 63 estaven aturades (29 homes i 34 dones). De les 370 persones inactives 135 estaven jubilades, 132 estaven estudiant i 103 estaven classificades com a «altres inactius».

### Ingressos
El 2009 a Saint-Georges-de-Commiers hi havia 760 unitats fiscals que integraven 2.105 persones, la mediana anual d'ingressos fiscals per persona era de 22.152,5 €.

### Activitats econòmiques
Dels 44 establiments que hi havia el 2007, 3 eren d'empreses extractives, 2 d'empreses alimentàries, 1 d'una empresa de fabricació de material elèctric, 15 d'empreses de construcció, 4 d'empreses de comerç i reparació d'automòbils, 1 d'una empresa de transport, 4 d'empreses d'hostatgeria i restauració, 1 d'una empresa financera, 3 d'empreses immobiliàries, 5 d'empreses de serveis, 3 d'entitats de l'administració pública i 2 d'empreses classificades com a «altres activitats de serveis».
Dels 17 establiments de servei als particulars que hi havia el 2009, 1 era un paleta, 2 guixaires pintors, 5 fusteries, 3 lampisteries, 1 empresa de construcció, 4 restaurants i 1 agència immobiliària.
Dels 2 establiments comercials que hi havia el 2009, 1 era una fleca i 1 una llibreria.
L'any 2000 a Saint-Georges-de-Commiers hi havia 6 explotacions agrícoles.

## Equipaments sanitaris i escolars
L'únic equipament sanitari que hi havia el 2009 era una farmàcia.
El 2009 hi havia 1 escola maternal i 2 escoles elementals.

## Poblacions més properes
El següent diagrama mostra les poblacions més properes.